# Torreblacos
Torreblacos – gmina w Hiszpanii, w prowincji Soria, w Kastylii i León, o powierzchni 17,46 km². W 2011 roku gmina liczyła 28 mieszkańców.